# Swiss Management Center
Swiss Management Center (SMC) es una corporación comercial que ofrece formación y acreditación académica. Fundada en 1985, su sede se encuentra en Zug, Suiza. SMC también tiene oficinas en Viena y Buenos Aires.
La compañía opera SMC University, a través de la cual ofrece licenciaturas, maestrías, y programas doctorarles en línea. SMC University tiene más de 2.000 estudiantes. Los programas de grado y posgrado de SMC son acreditados por el Accreditation Council for Business Schools and Programs (ACBSP), una asociación de acreditaciones especializada en la educación de negocios. SMC también está acreditada por el European Council for Business Education (ECBE). Ambos, ACBSP y ECBE están afialiados al European Association for Quality Assurance in Higher Education (ENQA).
La Conferencia Universitaria Suiza no enlista a SMC entre sus "instituciones de educación superior reconocidas y acreditadas".